# Actinostola spetsbergensis
Actinostola spetsbergensis är en havsanemonart som beskrevs av Oscar Henrik Carlgren 1893. Actinostola spetsbergensis ingår i släktet Actinostola och familjen Actinostolidae. Inga underarter finns listade i Catalogue of Life.